# Fingerprints
Fingerprints ist eine Heptalogie der amerikanischen Schriftstellerin Melinda Metz, die Bücher für junge Erwachsene schreibt. Sie erscheint in deutscher Übersetzung beim Egmont Schneider-Verlag. Das erste Buch erschien in Originalsprache (englisch) im Jahr 2001. Darauf wurde es von Dorothee Haentjes übersetzt und erschien 2002 auf Deutsch.

## Die Bücher
1. Tödliche Gedanken      (Originaltitel: Gifted Touch)
2. Eiskaltes Spiel        (Originaltitel: Haunted)
3. Dunkles Erbe           (Originaltitel: Trust Me)
4. Gefährliches Geheimnis (Originaltitel: Secrets)
5. Mörderischer Verrat    (Originaltitel: Betrayed)
6. Grausame Erkenntnis    (Originaltitel: Revelations)
7. Bittere Vergeltung     (Originaltitel: Payback)

## Handlung
Fingerprints ist eine Buchreihe über die Gymnasiastin Rachel „Rae“ Voight, die eine spezifische psychische Fähigkeit entwickelt: Wenn sie einen Fingerabdruck berührt, kann sie die Gedanken der Personen „hören“, die diese in dem Moment denken, in dem sie den Fingerabdruck hinterlassen. Als Rae entdeckt, dass jemand versucht, sie zu töten, muss sie Fakten über die Vergangenheit finden, um sich zu schützen. Sie hat nur die Hilfe ihrer Freunde Anthony, der ihre mysteriösen Fähigkeiten kennt, und Yana, die keine unangenehmen Fragen stellt.